# Ken Saro-Wiwa
Kenule «Ken» Beeson Saro-Wiwa (10 d'octubre de 1941 – 10 de novembre de 1995) va ser un escriptor (candidat al premi Nobel de literatura), productor de televisió, poeta i activista mediambiental nigerià, pertanyent a la minoria ètnica dels ogoni. Va liderar el Movement for the Survival of the Ogoni People (MOSOP) (Moviment per la Supervivència dels Ogonis), que va protestar de manera no-violenta contra la degradació ambiental extrema que patia el delta del riu Níger com a conseqüència dels processos d'extracció de petroli. Després de ser arrestat diverses vegades, va ser exectutat pel govern del dictador Sani Abacha el 10 de novembre de 1995, juntament amb 8 activistes més. La seva mort va provocar una forta reacció internacional, que va comportar a Nigeria l'expulsió temporal de la Commonwealth i multes milionàries per a l'empresa Royal Dutch Shell, una de les principals extractores de petroli de la zona, acusada d'estar relacionada amb la mort de l'escriptor. Mig any després del seu assassinat, se li van atorgar dos premis pòstums per la seva lluita en favor de la preservació del medi ambient, el Right Livelihood Award (també conegut com a "Premi Nobel Alternatiu") i el Goldman Environmental Prize. Actualment és recordat com un símbol de la lluita no-violenta pels drets humans i ambientals.

## Biografia
Kenule Beeson Saro-Wiwa va néixer el 10 d'octubre de 1941 a Bori, una petita ciutat propera a Port Harcourt, a l'Estat de Rivers, Nigèria. Els seus pares eren Jim Wiwa (1904-2005), cap tribal dels ogoni, i Jessica Widu Yaaka (Ma). El seu pare va tenir diverses esposes. Amb les dues primeres esposes no van aconseguir tenir descendència, però amb Jessica van poder fer néixer el primer fill, en Kenule.